# رفيديا
رفيديا  قرية فلسطينية تقع غرب مدينة نابلس وتعتبر الآن حي من أحياء المدينة، تقع القرية على الطريق الرئيسي الواصل بين مدينتي نابلس وقلقيلية. تعتبر القرية البوابة الغربية لمدينة نابلس.تشتهر بأراضيها الزراعية وينابيعها المتدفقة كانت في السابق قرية رومانية صغيرة ومحاطة بسور قديم ولها بوابة ومدخل رئيسي والتي تعرف اليوم ب (رفيديا البلد)، ثم توسعت وازداد عدد سكانها، وأصبحت اليوم مزدهرة بالعمران والمحلات التجارية نتيجةً لوجود جامعة النجاح الوطنية الحرم الجديد ومستشفى رفيديا فيها، يعود سبب تسميتها بهذا الاسم لكثرة روافد المياه والينابيع فيها وتبلغ مساحة اراضيها 2004 دونمات. ويوجد فيها عدة كنائس. ومن أشهر العائلات التي تسكنها عائلة حموده والمصري والشكعة
يقع مقر جامعة النجاح الوطنية الجديد فيها، وأدى بناء الحرم الجامعي الجديد إلى ازدهار المنطقة بشكل كامل سكنياً وتجارياً وصولاً إلى أراضي قرية بيت وزن التي تقع غرب منطقة رفيديا.
تضم منطقة رفيديا عدة أحياء سكنية:
- قرية رفيديا البلد
- الشارع الرئيسي
- حي الاتصالات
- حي الناطور
- حي جنبلاط القديم
- حي الأسكان الفلسطيني

## التسمية
ويعود سبب تسميتها بهذا الاسم لكثرة روافد المياه والينابيع، فاسمها مشتق من الروافد والينابيع الموجودة فيها، ومن هذه الينابيع عين رفيديا، وعين السلامة، وعين الصبيان، وعين بيت الماء.

## السكان[2]
بلغ عدد سكان قرية رفيديا عام 1922 حوالي 431 نسمة.وفي عام 1961 بلغ عددهم حوالي 922، ارتفع إلى 1200 عام 1982م.

## المساحة
تبلغ مساحة أراضي قرية رفيديا الكلية حوالي 2004 دونم.

## الحكم المحلي
في عام 1966 انضمت القرية إلى بلدية نابلس بناءً على طلب أهالي القرية.

## الزراعة
تشتهر القرية بأراضيها الزراعية الخصبة والتي تزرع فيها الخضراوات والقمح والكرسنه وأشجار الزيتون وبساتين البرتقال.